# Emperial Vinyl Presentation
Emperial Vinyl Presentation – limitowany winylowy box set norweskiego zespołu black metalowego Emperor wydany w 2001 roku przez wytwórnię płytową Candlelight Records. Wydawnictwo zawiera pierwsze trzy płyty studyjne zespołu, album koncertowy oraz debiutancki minialbum oraz demo. Wydano 3000 sztuk.

## Lista utworów
| CD 1 - Emperor/Wrath of the Tyrant | CD 1 - Emperor/Wrath of the Tyrant      | CD 1 - Emperor/Wrath of the Tyrant |
| Nr                                 | Tytuł utworu                            | Długość                            |
| ---------------------------------- | --------------------------------------- | ---------------------------------- |
| 1.                                 | „I Am the Black Wizards”                | 6:24                               |
| 2.                                 | „Wrath of the Tyrant”                   | 4:15                               |
| 3.                                 | „Night of the Graveless Souls”          | 4:17                               |
| 4.                                 | „Cosmic Keys to My Creations and Times” | 6:22                               |
| 5.                                 | „Introduction”                          | 2:20                               |
| 6.                                 | „Ancient Queen”                         | 3:17                               |
| 7.                                 | „My Empire's Doom”                      | 4:34                               |
| 8.                                 | „Forgotten Centuries”                   | 2:51                               |
| 9.                                 | „Night of the Graveless Souls”          | 2:56                               |
| 10.                                | „Moon over Kara-Shehr”                  | 4:25                               |
| 11.                                | „Witches Sabbath”                       | 5:41                               |
| 12.                                | „Lord of the Storms”                    | 2:10                               |
| 13.                                | „Wrath of the Tyrant”                   | 3:58                               |
|                                    |                                         | 53:30                              |

| CD 2 - In the Nightside Eclipse | CD 2 - In the Nightside Eclipse         | CD 2 - In the Nightside Eclipse |
| Nr                              | Tytuł utworu                            | Długość                         |
| ------------------------------- | --------------------------------------- | ------------------------------- |
| 1.                              | „Intro”                                 | 0:51                            |
| 2.                              | „Into the Infinity of Thoughts”         | 8:14                            |
| 3.                              | „The Burning Shadows of Silence”        | 5:36                            |
| 4.                              | „Cosmic Keys to My Creations and Times” | 6:06                            |
| 5.                              | „Beyond the Great Vast Forest”          | 6:01                            |
| 6.                              | „Towards the Pantheon”                  | 5:57                            |
| 7.                              | „The Majesty of the Night Sky”          | 4:54                            |
| 8.                              | „I Am the Black Wizards”                | 6:01                            |
| 9.                              | „Inno a Satana”                         | 4:48                            |
|                                 |                                         | 48:28                           |

| CD 3 - Anthems to the Welkin at Dusk | CD 3 - Anthems to the Welkin at Dusk | CD 3 - Anthems to the Welkin at Dusk |
| Nr                                   | Tytuł utworu                         | Długość                              |
| ------------------------------------ | ------------------------------------ | ------------------------------------ |
| 1.                                   | „Alsvartr (The Oath)”                | 4:18                                 |
| 2.                                   | „Ye Entrancemperium”                 | 5:14                                 |
| 3.                                   | „Thus Spake the Nightspirit”         | 4:30                                 |
| 4.                                   | „Ensorcelled by Khaos”               | 6:39                                 |
| 5.                                   | „The Loss and Curse of Reverence”    | 6:09                                 |
| 6.                                   | „The Acclamation of Bonds”           | 5:54                                 |
| 7.                                   | „With Strength I Burn”               | 8:17                                 |
| 8.                                   | „The Wanderer”                       | 2:54                                 |
|                                      |                                      | 43:55                                |

| CD 4 - IX Equilibrium | CD 4 - IX Equilibrium               | CD 4 - IX Equilibrium |
| Nr                    | Tytuł utworu                        | Długość               |
| --------------------- | ----------------------------------- | --------------------- |
| 1.                    | „Curse You All Men!”                | 4:41                  |
| 2.                    | „Decrystallizing Reason”            | 6:23                  |
| 3.                    | „An Elegy of Icaros”                | 6:39                  |
| 4.                    | „The Source of Icon E”              | 3:43                  |
| 5.                    | „Sworn”                             | 4:30                  |
| 6.                    | „Nonus Aequilibrium”                | 5:49                  |
| 7.                    | „The Warriors of Modern Death”      | 5:00                  |
| 8.                    | „Of Blindness and Subsequent Seers” | 6:48                  |
| 9.                    | „Outro” (utwór ukryty)              | 0:28                  |
|                       |                                     | 44:01                 |

| CD 5 - Emperial Live Ceremony | CD 5 - Emperial Live Ceremony  | CD 5 - Emperial Live Ceremony |
| Nr                            | Tytuł utworu                   | Długość                       |
| ----------------------------- | ------------------------------ | ----------------------------- |
| 1.                            | „Curse You All Men”            | 5:43                          |
| 2.                            | „Thus Spake The Nightspirit”   | 4:25                          |
| 3.                            | „I Am the Black Wizards”       | 5:34                          |
| 4.                            | „An Elegy Of Icaros”           | 6:11                          |
| 5.                            | „With Strength I Burn”         | 7:48                          |
| 6.                            | „Sworn”                        | 4:31                          |
| 7.                            | „Night Of The Graveless Souls” | 3:10                          |
| 8.                            | „Inno A Satana”                | 5:07                          |
| 9.                            | „Ye Entrancemperium”           | 6:09                          |
|                               |                                | 48:38                         |

## Twórcy
- Ihsahn – śpiew, gitara
- Samoth – gitara
- Trym Torson – instrumenty perkusyjne
- Jonas "Alver" Alver - gitara basowa
- Bård "Faust" Eithun - perkusja
- Mortiis - gitara basowa
- Terje "Tchort" Schei - gitara basowa
- Jan Erik "Tyr" Torgersen - gitara basowa podczas koncertów
- Joachim "Charmand Grimloch" Rygg - instrumenty klawiszowe podczas koncertów